# 129 a. C.
El año 129 a. C. fue un año del calendario romano prejuliano. En el Imperio romano, fue conocido como el año 625 Ab Urbe condita.

## Acontecimientos
- Por primera vez en la historia de Roma, los dos censores son plebeyos, Quinto Pompeyo y Quinto Cecilio Metelo Macedónico.